# 赫龍河
赫龍河為多瑙河左岸支流，長298公里，斯洛伐克的第二長河，發源於低塔特拉山（位於克拉奧瓦-霍亞山附近），流經斯洛伐克中部及南部，於什圖羅沃及艾斯特根附近注入多瑙河，赫隆河沿岸的重要城市則有布雷茲諾、班斯卡-比斯特里察、斯利亞奇、兹沃伦、赫龍河畔日亞爾、扎爾諾維察、新巴尼亞、特爾馬切、萊維采、熱列佐夫采及什圖羅沃。
赫龍河流域面積約佔斯洛伐克國土的11%。

## 歷史
赫龍河的名稱來自西元170年時羅馬帝國馬爾庫斯·奧列里烏斯於赫龍河寫下其《沉思錄》（拉丁語：Granus） ，於中世紀時最早的名稱則為格龍（Gron，1075年）。17世紀至1930年代，河流以木材運輸為主。